# NGC 99

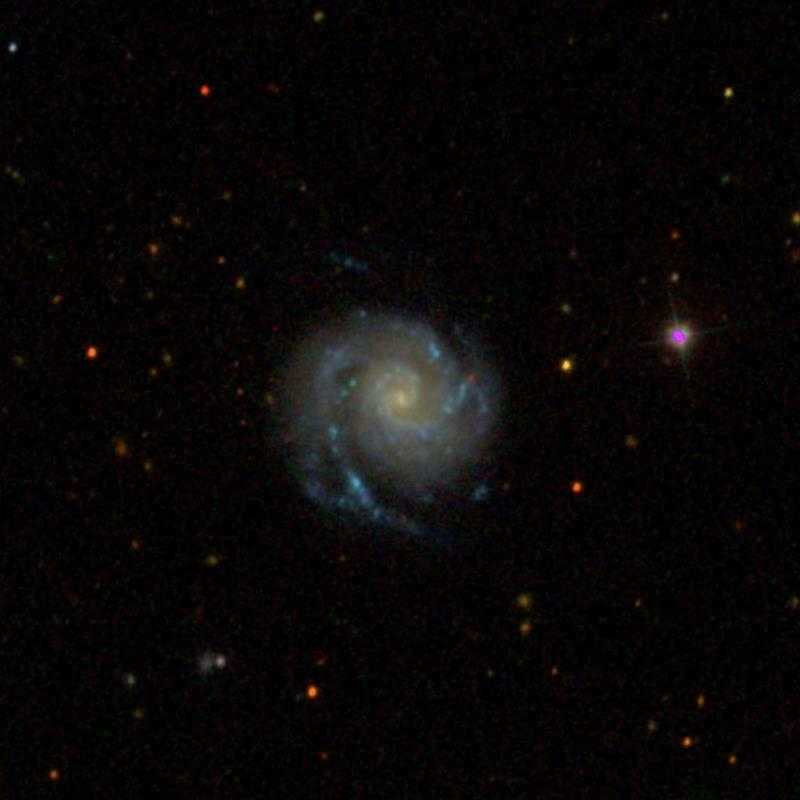
NGC 99

NGC 99是雙魚座的一個漩涡星系。星等為13.3，赤經為23分59.6秒，赤緯為+15°46'12"。在1883年10月8日首次被發現。發現人是法國天文學家讓·瑪璉·愛德華·史提芬。